# Мратиняк
Мратиня̀к, мрата̀ в българските народни вярвания е злотворен демон, причиняващ едноименната болест по кокошките и домашните птици (наричана още кокоша болест), олицетворение на болестите по домашните птици. Главно в Северна и Западна България в негова чест се почита празника Мратинци. Представян е като голяма черна кокошка с изключително грозен вид, големи криле и огромни очи.